# Episodi di Bones (quarta stagione)
La quarta stagione della serie televisiva Bones è stata trasmessa in prima visione negli Stati Uniti d'America da Fox dal 3 settembre 2008 al 14 maggio 2009.
In Italia è stata trasmessa in prima visione da Rete 4 dal 16 gennaio al 17 aprile 2010.
| nº | Titolo originale                      | Titolo italiano                                | Prima TV USA      | Prima TV Italia  |
| -- | ------------------------------------- | ---------------------------------------------- | ----------------- | ---------------- |
| 1  | Yanks in the U.K. (Part 1 & 2)        | Due americani a Londra (prima e seconda parte) | 3 settembre 2008  | 16 gennaio 2010  |
| 2  | Yanks in the U.K. (Part 1 & 2)        | Due americani a Londra (prima e seconda parte) | 3 settembre 2008  | 16 gennaio 2010  |
| 3  | The Man in the Outhouse               | Poligamia                                      | 10 settembre 2008 | 23 gennaio 2010  |
| 4  | The Finger in the Nest                | Il dito nel nido                               | 17 settembre 2008 | 23 gennaio 2010  |
| 5  | The Perfect Pieces in the Purple Pond | Perdere la testa                               | 24 settembre 2008 | 30 gennaio 2010  |
| 6  | The Crank in the Shaft                | Un capo troppo esigente                        | 1º ottobre 2008   | 30 gennaio 2010  |
| 7  | The He in the She                     | Non fermarsi alle apparenze                    | 8 ottobre 2008    | 6 febbraio 2010  |
| 8  | The Skull in the Sculpture            | Morte in scatola                               | 5 novembre 2008   | 6 febbraio 2010  |
| 9  | The Con Man in the Meth Lab           | Scambio d'identità                             | 12 novembre 2008  | 13 febbraio 2010 |
| 10 | The Passenger in the Oven             | Un passeggero nel forno                        | 19 novembre 2008  | 13 febbraio 2010 |
| 11 | The Bone That Blew                    | Genitori e figli                               | 26 novembre 2008  | 20 febbraio 2010 |
| 12 | Double Trouble in the Panhandle       | Ossa siamesi                                   | 22 gennaio 2009   | 20 febbraio 2010 |
| 13 | Fire in the Ice                       | Scontro sul ghiaccio                           | 29 gennaio 2009   | 27 febbraio 2010 |
| 14 | The Hero in the Hold                  | Il fantasma del passato                        | 5 febbraio 2009   | 27 febbraio 2010 |
| 15 | The Princess and the Pear             | Cavaliere misterioso                           | 19 febbraio 2009  | 6 marzo 2010     |
| 16 | The Bones That Foam                   | Schiuma                                        | 12 marzo 2009     | 6 marzo 2010     |
| 17 | The Salt in the Wounds                | Amiche per la pelle                            | 19 marzo 2009     | 13 marzo 2010    |
| 18 | The Doctor in the Den                 | Una donna coraggiosa                           | 26 marzo 2009     | 13 marzo 2010    |
| 19 | The Science in the Physicist          | La banda dei cervelli                          | 2 aprile 2009     | 20 marzo 2010    |
| 20 | The Cinderella in the Cardboard       | La Cenerentola nel cartone                     | 9 aprile 2009     | 20 marzo 2010    |
| 21 | Mayhem on the Cross                   | L'aquila di sangue                             | 15 aprile 2009    | 27 marzo 2010    |
| 22 | The Double Death of the Dearly Depart | La doppia morte del caro estinto               | 16 aprile 2009    | 27 marzo 2010    |
| 23 | The Girl in the Mask                  | La maschera della morte                        | 23 aprile 2009    | 10 aprile 2010   |
| 24 | The Beaver in the Otter               | Morte di una mascotte                          | 30 aprile 2009    | 10 aprile 2010   |
| 25 | The Critic in the Cabernet            | Desiderio di maternità                         | 6 maggio 2009     | 17 aprile 2010   |
| 26 | The End In The Beginning              | Sogno e realtà                                 | 14 maggio 2009    | 17 aprile 2010   |

## Due americani a Londra (prima e seconda parte)
- Titolo originale: Yanks in the U.K. (Part 1 & 2)
- Diretto da: Ian Toynton
- Scritto da: Hart Hanson e Karine Rosenthal (prima parte), Stephen Nathan e Scott Williams (seconda parte)

### Trama
Bones sta tenendo una conferenza all'università di Oxford in Inghilterra insieme a Booth. Il suo collega inglese Ian Wexler coinvolto in un caso di omicidio chiede a Bones e a Booth di unirsi a lui e all'ispettore Pritchard di Scotland Yard per risolvere l'omicidio. Una macchina appartenente a Portia Frampton, figlia di un magnate americano emigrato in Inghilterra è stata tirata fuori dal Tamigi con il suo cadavere dentro. Dopo che i resti sono stati mandati al Jeffersonian tocca a Booth e a Bones risolvere l'omicidio grazie al contributo da parte del Jeffersonian. Intanto il marito di Angela arriva al Jeffersonian e crea caos fra Angela e Hodgins. Ma, mentre Bones e Booth stanno per partire, Pritchard li chiama perché Ian Wexler è stato trovato morto, e i due decidono di risolvere il caso prima possibile. Al Jeffersonian l'ex marito di Angela e Cam finiscono a letto insieme e Angela e Hodgins non prendono bene la cosa.
- Ascolti USA: telespettatori 9 170 000 (prima parte) e 10 220 000 (seconda parte)[2]
- Ascolti Italia: telespettatori 1 282 000 (prima parte) e 1 377 000 (seconda parte)- share 5,09%[3]

## Poligamia
- Titolo originale: The Man in the Outhouse
- Diretto da: Steven DePaul
- Scritto da: Carla Kettner e Mark Lisson

### Trama
Viene ritrovato un cadavere in un gabinetto pubblico, si scopre poi che la vittima è il presentatore di un noto show in cui si scoprono i mariti infedeli. Nel frattempo Bones ha due relazioni, una con un passionale saldatore subacqueo, più "fisica", ed una con un biologo, che lei definisce più stimolante intellettualmente e con cui esce soltanto, senza arrivare alla camera da letto; per questa sua posizione Bones difende la poligamia come una condizione naturale nella società dell'uomo, anche se alla fine dovrà ammettere che Booth aveva ragione e che la poligamia non porta nulla di buono. Inoltre da adesso cominceranno a lavorare, come assistenti della dottoressa, vari tirocinanti per ricoprire il ruolo lasciato da Zack.
- Ascolti USA: telespettatori 8 910 000[4]
- Ascolti Italia: telespettatori 1 103 000 - share 4,22%[5]

## Il dito nel nido
- Titolo originale: The Finger in the Nest
- Diretto da: Jeff Woolnough
- Scritto da: Lyla Oliver

### Trama
Booth e suo figlio giocano nel parco e scoprono un nido di uccelli su un albero, allora Booth solleva Parker per fargli vedere se ci sono degli uccellini dentro, ma invece il ragazzo ci trova un dito umano.
- Ascolti USA: telespettatori 9 710 000[6]
- Ascolti Italia: telespettatori 1 133 000 - share 4,54%[5]

## Perdere la testa
- Titolo originale: The Perfect Pieces in the Purple Pond
- Diretto da: Jeannot Szwarc
- Scritto da: Josh Berman

### Trama
Vengono ritrovati i resti di un ragazzo diviso in dodici pezzi e senza la testa, in una vasca di una fabbrica abbandonata e la cui acqua diventa viola. Il ragazzo viene identificato come uno scrittore di fantascienza con una fissazione maniacale per i germi. La vittima però stava cercando di guarire e aveva anche trovato l'amore; Bones e Booth continuano ad indagare ma non riescono ad arrivare alla soluzione finché non si vedono spuntare Zack dell'ingresso del laboratorio con in mano i dati del caso, che gli erano stati lasciati al centro di igiene mentale da Hodgins, e la scoperta del colpevole. Infatti dalle foto della casa della vittima, in cui viveva con la madre, si vede che di ogni oggetto si trovano dodici pezzi tranne che di una fontana nel giardino, sotto cui è seppellita la testa del figlio della donna con sindrome ossessiva-compulsiva, che era stata terrorizzata di perdere il suo equilibrio lasciando che suo figlio guarisse e si sposasse. Alla fine nel riportare Zack al manicomio Sweets scoprirà la verità su di lui ma sarà costretto a non rivelarlo a causa del segreto tra dottore e paziente.
- Ascolti USA: telespettatori 9 610 000[7]
- Ascolti Italia: telespettatori 1 176 000 - share 4,59%[8]

## Un capo troppo esigente
- Titolo originale: The Crank in the Shaft
- Diretto da: Steven DePaul
- Scritto da: Elizabeth Benjamin

### Trama
I resti di una donna vengono scoperti in un vano ascensore e Booth e Brennan devono capire a chi appartengono. Si scopre che era il capo ufficio detestato da molti e scoprire da quale collega sia stata uccisa sarà difficile. Nel frattempo, Angela e Hodgins cercano di fare la pace in laboratorio dopo la loro rottura. Alla fine si scoprirà il colpevole nella centralinista, che ha ucciso senza volere la capo ufficio tirandole una banale cucitrice ed aiutata da un collega aveva simulato la caduta nell'ascensore dal 16º piano.
- Ascolti USA: telespettatori 9 820 000[9]
- Ascolti Italia: telespettatori 1 400 000 - share 6,13%[8]

## Non fermarsi alle apparenze
- Titolo originale: The He in the She
- Diretto da: Craig Ross Jr.
- Scritto da: Karina Csolty

### Trama
In una cittadina sulla costa viene ritrovata la metà superiore di un cadavere di donna, in mare, si tratta del pastore della comunità che accettava chiunque volesse farvi parte. Quando viene ritrovata la metà inferiore però si scopre che lei era una transessuale, in precedenza un uomo che faceva il pastore in televisione prendendo molti soldi dai credenti. La vittima dunque aveva cambiato aspetto e sesso per cambiare vita, lasciando sua moglie e suo figlio nell'agiatezza ma andando a fare qualcosa che la rendeva felice, cioè aiutare gli altri. Alla fine si scopre che l'assassina era l'ex moglie di un uomo della comunità della vittima che si era innamorato di lei. Durante l'indagine si scopre che dopo la scomparsa della vittima (quando ha cambiato sesso e finto la sua morte), anche il figlio era scomparso, ma lui invece viene ritrovato da Sweets in un centro di recupero per criminali perché anche lui aveva capito che la cosa giusta da fare era aiutare gli altri e non predicare per ottenere soldi. Il figlio prenderà quindi il suo posto nella comunità e con il suo primo sermone farà riflettere sul non fermarsi alle apparenze.
- Nota. A partire da questo episodio, la musica dei titoli di coda viene cambiata.

- Ascolti USA: telespettatori 10 340 000[10]
- Ascolti Italia: telespettatori 1 171 000 - share 6,04%[11]

## Morte in scatola
- Titolo originale: The Skull in the Sculpture
- Diretto da: Allan Kroeker
- Scritto da: Janet Lin

### Trama
Viene ritrovato un cadavere in un blocco di macchine compresse e spedito al Jeffersonian. Quando stanno per aprire la scatola vengono fermati perché la manager di un famoso artista sostiene che quella sia la sua ultima opera d'arte, la più sublime in cui l'artista si sia inglobato; in realtà Angela scoprirà, grazie ad un suo software che l'artista è stato ucciso e che quindi l'opera d'arte deve essere aperta per poter trovare l'assassino. Inizialmente i sospetti ricadono sulla sua assistente Roxie Lyon, una vecchia fiamma di Angela, che eredita tutte le proprietà dell'artista, comprese le sue opere di vari milioni di dollari, poi di un altro artista che aveva avuto meno successo ma era rimasto più fedele alla sua arte (e si scopre che aveva anche realizzato alcune opere della vittima per necessità di denaro), ma poi si scopre che l'assassina è la stessa manager: la donna infatti aveva bisogno di molti soldi per farsi ricoverare in una clinica messicana in cui provare una cura sperimentale per il suo tumore, allo stadio terminale, anche se poi Bones la avverte che sarebbe morta in ogni caso, perché il posto in cui la donna sperava di essere curata in realtà è una truffa. Nel corso del caso comunque, Angela e Roxie si riavvicinano e decidono di rimettersi assieme.
- Ascolti USA: telespettatori 10 090 000[12]
- Ascolti Italia: telespettatori 1 444 000 - share 6,05%[11]

## Scambio di identità
- Titolo originale: The Con Man in the Meth Lab
- Diretto da: Allison Liddi-Brown
- Scritto da: Karine Rosenthal

### Trama
Booth e Brennan indagano la scena in cui un corpo è stato scoperto nel corso di un esercizio di addestramento della polizia. Il team identifica il corpo come il padre di un inventore che si era da poco ritrovato col figlio. Ma quando viene ritrovato un secondo corpo, il team segue un sentiero di inganni per scoprire chi era il truffatore nella vita reale. Clark Edison ritorna al laboratorio e lui e Hodgins lavorano mettendo ad uno dei progetti di una delle invenzioni potenzialmente preziose dell'inventore. Nel frattempo, il fratello minore di Booth Jared (Brendan Fehr) si sposta a Washington per accettare un lavoro al Pentagono e Brennan, colpita da Jared, accetta di andare ad un appuntamento con lui a una funzione della Casa Bianca. Il suo appuntamento con Jared la porta a conoscere dettagli sul passato di Booth e darle una comprensione migliore sulle motivazioni del suo partner.
- Ascolti USA: telespettatori 10 870 000[13]
- Ascolti Italia: telespettatori 1 521 000 - share 6,02%[14]

## Un passeggero nel forno
- Titolo originale: The Passenger in the Oven
- Diretto da: Steven DePaul
- Scritto da: Carla Kettner

### Trama
Bones e Booth sono su un aereo in viaggio verso la Cina per un'importante conferenza di Bones, quando viene ritrovato un cadavere nel forno dell'aereo. Quando però atterreranno il caso diventerà della polizia, quindi Bones deve improvvisare un laboratorio nella cabina delle hostess. Bones e Booth si tengono in contatto audio e video con Cam e Angela al Jeffersonian per lavorare sul caso. Quando mancano ormai pochi minuti all'atterraggio riescono a scoprire l'assassino e Booth, in contatto con il procuratore a Washington, si fa fare un mandato per il giovane figlio di una coppia che stava andando in Cina per fare vedere alla moglie, malata terminale, la Grande Muraglia. Il marito aveva un legame sentimentale con la vittima.
- Ascolti USA: telespettatori 10 730 000[15]
- Ascolti Italia: telespettatori 1 564 000 - share 6,77%[14]

## Genitori e figli
- Titolo originale: The Bone That Blew
- Diretto da: Jessica Landaw
- Scritto da: Carla Kettner

### Trama
Max, il padre di Brennan, ottiene un posto di insegnante al Jeffersonian e Brennan rimane infastidita da questa intrusione nella sua vita professionale.
- Ascolti USA: telespettatori 9 760 000[16]
- Ascolti Italia: telespettatori 1 343 000 - share 4,84%[17]

## Ossa siamesi
- Titolo originale: Double Trouble in the Panhandle
- Diretto da: Dwight H. Little
- Scritto da: Lyla Oliver

### Trama
Vengono ritrovati i resti di due gemelle siamesi che facevano parte di un circo; per cui per indagare Bones e Booth si infiltrano nel circo, lui come lanciatore di coltelli e lei la sua assistente. Alla fine però scopriranno che si è trattato di un incidente e che tutti gli amici delle vittime si erano resi colpevoli di aver nascosto i cadaveri per non far chiudere il circo ma uno di loro si prende la piena responsabilità e viene quindi arrestato. Quando Bones e Booth si svegliano il mattino dopo, il circo è sparito e a loro non resta che tornare a casa.
- Ascolti USA: telespettatori 9 970 000[18]
- Ascolti Italia: telespettatori 1 397 000 - share 5,44%[17]

## Scontro sul ghiaccio
- Titolo originale:Fire in the Ice
- Diretto da: Chad Lowe
- Scritto da: Scott Williams

### Trama
Durante un incontro di hockey tra i vigili del fuoco e l'FBI Booth prende a pugni un avversario e gli intima di continuare lo scontro fuori di li. Qualche settimana dopo il vigile del fuoco viene rinvenuto morto, sepolto nel ghiaccio di un lago; Booth è il primo sospettato e viene dunque escluso dalle indagini. Starà a Brennan e all'agente assegnato al posto di Booth provare la sua innocenza e scoprire l'assassino. Nel corso delle indagini Booth ha la strana visione di Luc Robitaille, senza riuscire a capire quale sia la causa.
- Ascolti USA: telespettatori 7 520 000[18]
- Ascolti Italia: telespettatori 1 342 000 - share 5,29%[19]

## Il fantasma del passato
- Titolo originale: The Hero in the Hold
- Diretto da: Ian Toynton
- Scritto da: Janet Lin e Karine Rosenthal

### Trama
Il Becchino, un precedente nemico di Bones, il quale l'ha seppellita viva insieme a Jack Hodgins, ritorna a fare notizia: ogni prova che lo incriminasse agli omicidi sembra essere scomparsa; Bones e Hodgins sono i primi sospettati, in quanto sono gli unici sopravvissuti ad un suo attacco. Si scoprirà presto che effettivamente Hodgins ha rubato le prove per condurre personalmente delle indagini per incriminare il Becchino. Quest'ultimo, per convincere Jack a cancellare le prove, rapisce Booth e lo rinchiude dentro ad una nave che esploderà dopo meno di 12 ore. Jack e Bones invece che distruggere le prove lavorano più in fretta, determinate a incastrare il Becchino. Essi sono aiutati anche da Jared, il fratello di Booth. Booth nel frattempo cerca di uscire dal labirinto interno della nave mentre ha delle allucinazioni riguardanti un suo fratello d'armi morto in battaglia diversi anni prima, e che Booth crede essere morto per colpa sua. Jack e Bones riescono alla fine a scoprire chi è in realtà il Becchino: si chiama Heather Taffet, un'importante procuratore di Washington. Angela riesce anche a scoprire che la Taffet stava lavorando alla demolizione di una vecchia nave militare, capendo così che è lì che si trova Booth. Bones prende un elicottero del Jeffersonian e salva Booth (riuscito ad uscire dalla nave) prima che la nave esploda. L'episodio si conclude con Booth che finalmente riesce a mettere in pace la sua anima dopo aver capito che non è stato la causa della morte del suo amico commilitone.
- Ascolti USA: telespettatori 10 760 000[20]
- Ascolti Italia: telespettatori 1 534 000 - share 6,62%[19]

## Cavaliere misterioso
- Titolo originale: The Princess and the Pear
- Diretto da: Steven DePaul
- Scritto da: Matthew Donlan e Jeremy Martin

### Trama
Una ragazza che lavorava in una fiera di fantascienza viene assassinata con uno strumento di tortura medievale. Bones è affiancata dall'agente Perotta a causa di un infortunio di Booth. Scopriranno poi che la ragazza era padrona della spada Excalibur utilizzata in un famoso film su Re Artù; dopo svariate teorie, la squadra giunge alla conclusione che l'assassino è Peter Kroon, anch'esso componente della fiera, e dopo un tortuoso interrogatorio si capisce che fu proprio lui a regalare la spada alla ragazza, poiché innamorato di lei, ma dopo aver intuito che essa non ricambiava i suoi sentimenti ha deciso di ucciderla, conducendo la squadra del Jeffersonian su sbagliate teorie. L'episodio termina con Brennan che si trova a casa di Booth, segue l'arrivo dell'agente Perotta che mostra chiaramente imbarazzo, e in quel frangente entrambe vanno via lasciando Booth da solo a casa.
- Ascolti USA: telespettatori 9 500 000[21]
- Ascolti Italia: telespettatori 1 169 000 - share 4,49%[22]

## Schiuma
- Titolo originale: The Bones That Foam
- Diretto da: David Boreanaz
- Scritto da: Elizabeth Benjamin

### Trama
Bones e Booth trovano un cadavere lasciato su un fondale marino e questo comincia a rigettare una schiuma verde. Nelle sue tasche sono rimasti i documenti e scoprono che l'uomo prima di morire lavorava in un'auto rivendita. Il team del Jeffersonian scopre però che quella sostanza che fuoriesce è corrosiva e che velocemente il corpo si sta sciogliendo, in modo da perdere tutte le prove per incastrare un possibile omicida, e quindi facendo dei calcoli scoprono che Bones e Booth hanno circa ventiquattro ore di tempo per scoprire la verità prima che il corpo si sciolga del tutto.
- Ascolti USA: telespettatori 9 550 000[23]
- Ascolti Italia: telespettatori 1 293 000 - share 5,54%[22]

## Amiche per la pelle
- Titolo originale: The Salt in the Wounds
- Diretto da: Steven DePaul
- Scritto da: Carla Kettner e John Berman

### Trama
Bones e Booth trovano un cadavere in una saliera e scoprono che era una giovane ragazza incinta. Bones e Booth investigheranno quindi tra le altre componenti della squadra di pallavolo della scuola e scopriranno che tutte le ragazze sono incinte o hanno già fatto nascere il loro figlio e sognano di crescere tutti i bambini in una comunità governata da solo donne senza i padri dei bambini. Ma purtroppo la vittima è stata uccisa proprio per questo suo sogno, dato che per poter vivere tutte insieme ogni ragazza doveva portare 5.000 dollari, e lei per trovarli aveva sedotto e poi ricattato il suo chiropratico, che senza troppi scrupoli aveva ucciso lei e il suo bambino. Roxie intanto lascia Angela, che sotto consiglio di Sweets, per tentare di migliorare le proprie relazioni sentimentali decide di praticare l'astinenza sessuale per sei mesi.
- Ascolti USA: telespettatori 10 190 000[24]
- Ascolti Italia: telespettatori 1 522 000 - share 5,87%[25]

## Una donna coraggiosa
- Titolo originale: The Doctor in the Den
- Diretto da: Ian Toynton
- Scritto da: Janet Lin e Karine Rosenthal

### Trama
In uno zoo, nella sezione dedicata alle tigri, viene trovato un cadavere umano. Dopo l'identificazione si scopre che la persona uccisa era un uomo, un dottore e grande amico, nonché ex fidanzato, di Cam. Bones, Booth e Cam vanno a parlare alla figlia dell'uomo della morte del padre. Più tardi Bones e Booth investigheranno nell'ospedale dove l'uomo lavorava e scopriranno che le persone che avevano un movente erano tante: un uomo la cui moglie è deceduta durante un intervento effettuato dal dottore, una finanziatrice dell'ospedale il cui figlio era stato respinto per il tirocinio. Questo lo hanno scoperto grazie all'ipnosi del marito da parte di Sweets. Alla fine si scoprirà il colpevole: il medico aveva più relazioni con donne diverse, motivo per cui Cam lo aveva lasciato, una delle infermiere dell'ospedale pensava di meritare di essere la sola e unica. Più tardi Cam parla con la figlia del medico e la adotta, dato che è diventata orfana ed è ancora minorenne.
- Ascolti USA: telespettatori 8 980 000[26]
- Ascolti Italia: telespettatori 1 464 000 - share 6,25%[25]

## La banda dei cervelli
- Titolo originale: The Science in the Physicist
- Diretto da: Brad Turner
- Scritto da: Karina Csolty

### Trama
Il padre di Angela arriva a Washington e Hodgins ne è subito intimorito, cosa che anche Sweets condivide. Un cadavere viene trovato durante un servizio fotografico in una palude, si scoprirà che i resti appartenevano a Diane Sidman, fidanzata del ricercatore capo del Collar Institute of Science, un istituto di Washington che studia tutte le leggi della fisica. I principali sospettati sono ovviamente tutti i dipendenti, compreso il presidente dell'Istituto, che aveva anni prima rifiutato una borsa di studio alla Brennan. Durante le ricerche Bones e Booth vengono intrappolati dentro ad una macchina compressatrice di suoni e grazie ad alcuni colpi di pistola di Booth i due si salvano. Alla fine riescono a scoprire il colpevole: un ragazzo ventenne dell'istituto. Hodgins che si risveglia dopo essere stato addormentato nel bel mezzo del Deserto del Nevada con la faccia di Angela tatuata sulla spalla destra e capisce che è opera del padre di Angela.
- Ascolti USA: telespettatori 8 880 000[27]
- Ascolti Italia: telespettatori 1 435 000 - share 5,45%[28]

## La Cenerentola nel cartone
- Titolo originale: The Cinderella in the Cardboard
- Diretto da: Steven DePaul
- Scritto da: Carla Kettner e Josh Berman

### Trama
Il cadavere di una donna viene trovato pressato all'interno di una pila di cartoni. Si scopre che la donna si stava per sposare, ma allo stesso tempo era iscritta ad un sito di incontri, tramite il quale doveva incontrare un ragazzo, che probabilmente è stato l'ultimo a vederla prima che morisse. Trovare l'assassino diventa ancora più difficile dato che, essendo la vittima una persona decisamente odiosa, sono più di uno gli uomini che avrebbero avuto almeno un'occasione e il movente per ucciderla. Si scoprirà infine che il ragazzo dell'appuntamento è in realtà il proprietario del sito di incontri e che l'ha uccisa in seguito al rifiuto derisorio della donna.
- Ascolti USA: telespettatori 10 760 000[29]
- Ascolti Italia: telespettatori 1 447 000 - share 6,07%[28]

## L'aquila di sangue
- Titolo originale: Mayhem on the Cross
- Diretto da: Jeff Woolnough
- Scritto da: Dean Lopata

### Trama
Un gruppo di musica metal norvegese accompagna i suoi concerti con una scenografia composta da uno scheletro crocifisso che si rivela essere umano. Il corpo viene spedito al Jeffersionan in quanto il crocifisso proveniva da un altro gruppo musicale metal di Washington. Gordon Wyatt torna in città e aiuta Brennan e Booth a risolvere il caso. L'omicida è un ragazzo della band Vomito, nella quale suonava anche la vittima come bassista. Nel corso della risoluzione del caso Brennan scopre un dettaglio della vita di Sweets: come lei anche il giovane psicologo ha subito maltrattamenti durante l'infanzia, come testimoniano le cicatrici sulla sua schiena.
- Ascolti USA: telespettatori 8 720 000[30]
- Ascolti Italia: telespettatori 1 586 000 - share 7,25%[31]

## La doppia morte del caro estinto
- Titolo originale: The Double Death of the Dearly Depart
- Diretto da: Milan Cheylov
- Scritto da: Craig Silverstein

### Trama
La squadra va alla veglia funebre di Hank Riley, uno studioso del Jeffersonian, morto per scompenso cardiaco, ma Bones, dando l'ultimo saluto al deceduto, si rende conto che la causa della morte non è stata lo scompenso, ma si tratta di omicidio. Lei, Booth e Cam, rubano allora il cadavere e lo portano al Jeffersonian per analizzarlo e scoprire chi lo ha ucciso. Il defunto era stato avvelenato con la tetrodotossina e dichiarato morto quando era in realtà solo paralizzato, durante la preparazione della salma la vittima si risveglia all'improvviso ed il becchino lo uccide a causa dello spavento. Il gruppo del Jeffersonian riesce a individuare il veleno nel barattolo del tè della cucina della vittima e durante la cerimonia funebre riesce a scoprire che la colpevole è la matrigna del defunto, che ha ucciso il figliastro per permettere a suo figlio di ricevere l'eredità.
- Ascolti USA: telespettatori 8 380 000[32]
- Ascolti Italia: telespettatori 1 641 000 - share 6,56%[31]

## La maschera della morte
- Titolo originale: The Girl in the Mask
- Diretto da: Ian Toynton
- Scritto da: Michael Peterson

### Trama
Un poliziotto giapponese, vecchio amico di Booth, lo chiama, preoccupato per la sorella, che da poco si è trasferita in America dal Giappone e che da giorni non lo chiama. Bones e Booth iniziano allora le ricerche, e trovano in una palude la testa della ragazza. Le indagini portano ad un giro di prostituzione, di cui la ragazza non faceva parte ma era altresì coinvolta la sua coinquilina. La ragazza aveva affrontato un cliente violento della sua amica e questi la aveva uccisa annegandola.
- Ascolti USA: telespettatori 8 220 000[33]
- Ascolti Italia: telespettatori 1 197 000 - share 4,76%[34]

## Morte di una mascotte
- Titolo originale: The Beaver in the Otter
- Diretto da: Brad Turner
- Scritto da: Scott Williams

### Trama
A un raduno pre-partita di un college viene bruciata e bombardata di tutti gli oggetti possibili e immaginabili un'effigie della squadra avversaria finché non si scopre che dentro quell'effigie c'era un cadavere ridotto ormai molto male. Indagando si scopre che si tratta di uno studente appartenente ad una confraternita e non precisamente un bravo ragazzo; infatti, la vittima, si occupava di scommesse, scaricare le risposte dei compiti in classe e aveva una relazione sessuale con la moglie del preside di cui aveva anche delle foto compromettenti. Alla fine si scopre che è morto colpito da una sparachiodi da una studentessa da lui aggredita e che lo aveva avvertito di non togliersi il chiodo ma a cui non aveva dato retta. Per la prima volta, dopo aver assistito alla confessione, Brennan si rende conto che Sweets è stato in grado di usare le proprie abilità per dare un aiuto importante quanto il suo per la soluzione del caso.
- Ascolti USA: telespettatori 8 830 000[35]
- Ascolti Italia: telespettatori 1 382 000 - share 5,98%[34]

## Desiderio di maternità
- Titolo originale: The Critic in the Cabernet
- Diretto da: Kevin Hooks
- Scritto da: Stephen Nathan

### Trama
Un cadavere viene ritrovato in una botte di vino: si scopre che si tratta di un famoso critico di vini, che ha lasciato sua moglie e la moglie di un altro uomo entrambe incinte; nel frattempo Bones scopre un inaspettato desiderio di avere un figlio, chiede così a Booth di fare da donatore di sperma. Fra lo stupore generale, Booth accetta e tutto sembra pronto affinché Bones e Booth abbiano un bambino. Ma proprio quando scoprono l'assassino del critico (il viticoltore vicino), Booth rivela a Bones di aver avuto delle strane visioni di Stewie Griffin, che inizialmente associava all'ansia della situazione: la Brennan invece, dato che non è la prima volta che Booth ha delle allucinazioni in condizioni di stress (l'hockeista quando era sospettato di omicidio e il fantasma quando era sulla nave pronta a esplodere), sospetta che possa trattarsi di un problema al cervello. All'ospedale arriva la conferma: Booth ha un tumore benigno al cervello e deve essere operato immediatamente.
- Ascolti USA: telespettatori 8 620 000[38]
- Ascolti Italia: telespettatori 1 340 000 - share 5,44%[39]

## Sogno e realtà
- Titolo originale: The End in the Beginning
- Diretto da: Ian Toynton
- Scritto da: Hart Hanson

### Trama
L'operazione di Booth va a buon fine e il tumore viene completamente rimosso, ma lui ancora non si sveglia, così Bones resta al suo fianco mentre lavora ad un nuovo romanzo. Ascoltando lei che legge ad alta voce, Booth sogna di vivere in un mondo diverso, dove lui e tutte le persone che conosce hanno vite diverse. 
Seeley Booth e Temperance Brennan sono una coppia sposata che possiede un nightclub di successo chiamato il "Lab" (dalla struttura molto simile al Jeffersonian). Il personale è composto dagli assistenti di Temperance Zack e Angela, il barista Lance, il DJ Vincent, il cuoco Fisher, il buttafuori Wendell, e l'addetta al guardaroba Daisy. Amici della coppia sono il padre di lei Max Keenan, consigliere comunale corrotto, e l'avvocatessa del locale Caroline Julian. Una notte un uomo viene trovato morto nei bagni e i sospettati sono tutti gli impiegati più i clienti del locale: lo scrittore di romanzi gialli Jack Hodgins, il magnate interessato a comprare il locale Arastoo Vaziri, e il rapper Clark Edison. A causa di diversi occultamenti compiuti dal personale per proteggere (senza il loro consenso) gli innocenti proprietari, i detective incaricati dell'indagine, Camille Saroyan e Jared Booth, hanno delle serie difficoltà a scoprire chi sia stato, ma alla fine tutto si risolve per il meglio, giusto in tempo perché Temperance riveli al marito di essere incinta.
Finito di leggere il romanzo, Bones vede Booth svegliarsi e felice lo saluta, ma lui le chiede confuso e spaventato chi lei sia.
- Ascolti USA: telespettatori 8 700 000[40]
- Ascolti Italia: telespettatori 1 469 000 - share 6,70%[39]